# Gustaw Klauzner
Gustaw Klauzner (ur. 10 września 1946 w Wilnie) – polski tancerz, choreograf, pedagog

## Życiorys
Absolwent Gdańskiej Szkoły Baletowej i Akademii Muzycznej im. Fryderyka Chopina w Warszawie. Debiutował jako tancerz na scenie Opery Bałtyckiej partią Chłopca w balecie Piotra Schulza „Serenada” do Eine kleine Nachtmusik Mozarta w 1967, jako choreograf „Gilgamesza” do muzyki Augustyna Blocha w 1974. Wychowanek Janiny Jarzynówny-Sobczak. Od debiutu w 1967 solista Baletu Opery Bałtyckiej. W 1974 założył Baletową Scenę Kameralną, w 1976 obejął kierownictwo gdańskiego zespołu, którą to funkcję nieprzerwanie pełnił do 1988.
Występował i prezentował swoje dzieła choreograficzne na scenach Gdańska, Łodzi, Warszawy, a także Niemczech, Bułgarii, Rumunii, Holandii, Grecji, Italii, Szwecji, Rosji i Egipcie. W Zimbabwe w Afryce prowadził kursy choreograficzne. Nagradzany wielokrotnie za osiągnięcia artystyczne i popularyzację twórczości Wacława Niżyskiego i Karola Szymanowskiego.
W 2000 został odznaczony Złotym Krzyżem Zasługi „za wzorowe, wyjątkowo sumienne wykonywania obowiązków wynikających z pracy zawodowej w Państwowej Operze Bałtyckiej w Gdańsku”.

## Najważniejsze kreacje sceniczne
Źródło
- Błazen w Jeziorze Łabędzim Piotra Czajkowskiego (1968)
- Nurali w Fontannie Bachczysaraju Béli Bartóka (1972)
- Neptun w Gdańskiej Nocy Henryka Jabłońskiego (1970)
- Uczeń w Posągach Mistrza Piotra Romualda Twardowskiego (1972)
- Sinobrody w Zamku Sinobrodego Béli Bartóka (1972)
- Tezeusz w Bacchusie i Ariadnie Alberta Rousella (1973)
- Bazylio i Torreador w Don Kichocie Ludwika Minkusa (1976)

## Najważniejsze realizacje choreograficzne w Operze Bałtyckiej
Źródło
- Posągi Mistrza Piotra R.Twardowskiego wraz z Janiną Jarzynówną-Sobczak (1973)
- Gilgamesz A. Blocha (1974)
- Hamlet do muzyki Czajkowskiego
- Odys J. Hajduna
- Ekstaza A. Skriabina
- C-67 H. Jabłońskiego (1975)
- Reanimacja J. Skrzeka (1976)
- Na kwaterze St. Moniuszki
- Osamotnienie A. Blocha
- Mandragora K. Szymanowskiego
- Medea J. Łuciuka (1979)
- Pan Twardowski L. Różyckiego (1980)
- Fragmenty z życia artysty do muzyki C. Debussego i M. Ravela (1981)
- Mity K. Szymanowskiego
- Doktor Oj Boli! I. Morozowa (1983)
- In Memoriam Chopin (1983, 1996)
- Jurand A. Josifowa (1985)
- Isadora moja miłość... do muzyki J.S. Bacha, L. van Beethovena, R. Schuberta, F. Chopina, R. Straussa, R. Wagnera (1980)
- Bolero M. Ravela,
- Aria nr 5 z Bachianas Brasileiras H. Villi – Lobosa
- Amerykanin w Paryżu G. Gerschwina (1996)
- Królewna Śnieżka i Siedmiu Krasnoludków B. Pawłowskiego (1997)
- Pan Twardowski muz. Ludomir Rużycki (2008, Teatr Wielki Opera Narodowa)[8]